# Bonviso Bonvisi
Bonviso Bonvisi né  le 7 juillet 1551 à Lucques, en  Toscane, alors dans le duché de Florence et mort le 1er septembre 1603 à Bari est un cardinal italien  du XVIe siècle et du début du XVIIe siècle. Il est un parent des cardinaux  Girolamo Buonvisi (1657) et  Francesco Buonvisi (1681).

## Biographie
Bonviso Bonvisi est notamment référendaire au tribunal suprême de la Signature apostolique, gouverneur de Civitavecchia, clerc  et auditeur  de la chambre apostolique, gouverneur de Viterbe et commissaire général de l'armée du pape en Hongrie.
Le pape Clément VIII le crée cardinal lors du consistoire du 3 mars 1599. Il est élu archevêque de Bari en 1602.

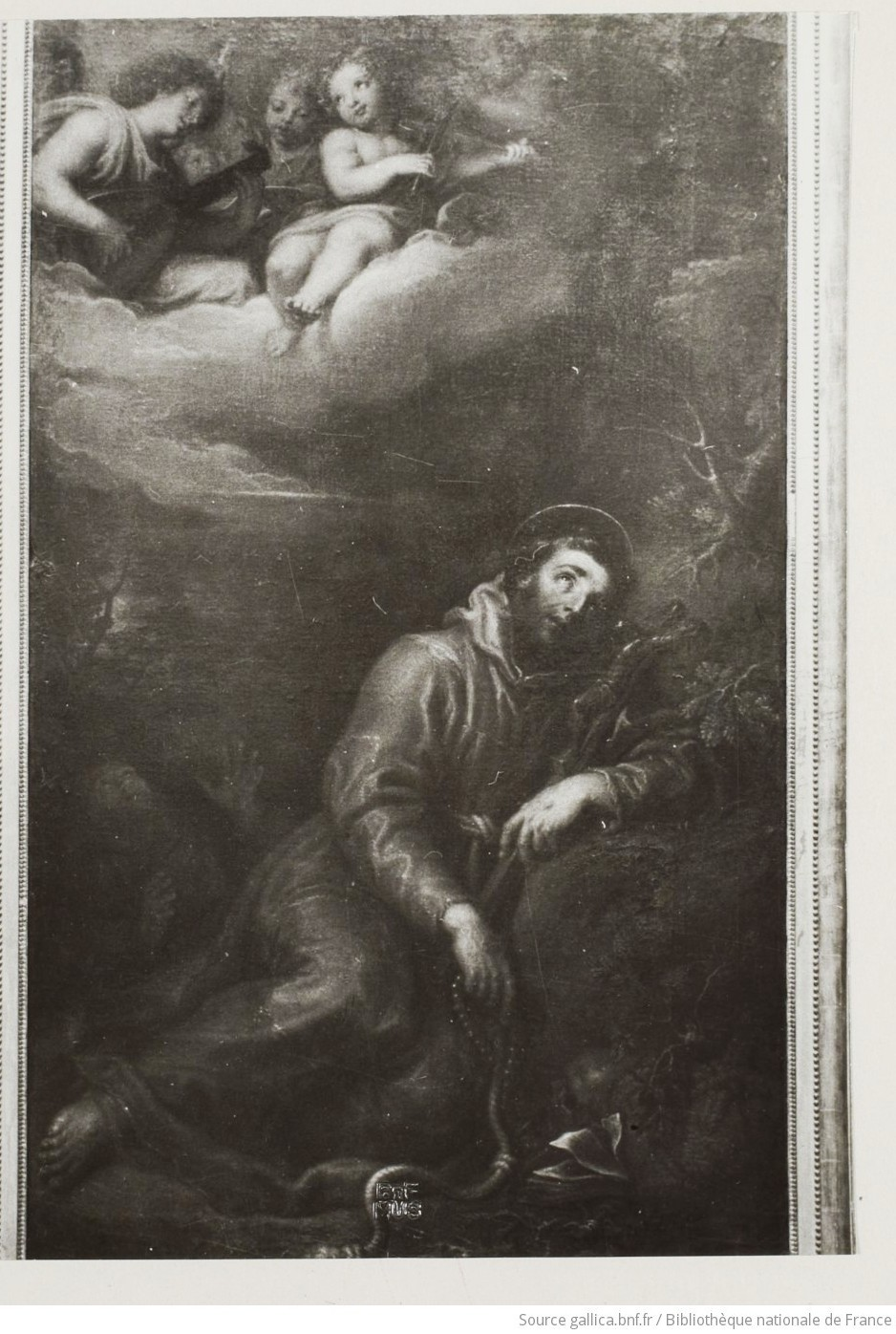
Francesco Vanni _ Vision de Saint François

L'année de sa nomination au cardinalat, Bonvisi passe une commande au peintre siennois Francesco Vanni qui peint la Vision de Saint-François d'Assise. Il offre ce tableau très admiré à la chapelle des Lucquois dans l'église de l'Observance à Lyon. Dans sa famille des marchands et des banquiers très influents sont installés à Lyon au moins depuis 1504.

### Sources
1. ↑  Patrice Béghain, Dictionnaire historique de Lyon, Lyon, S. Bachès, 2009 (ISBN 978-2-915266-65-8, OCLC 449959367, lire en ligne), p. 917-918

- Fiche du cardinal Bonviso Bonvisi sur le site de la Florida International University